# فيسنتي كوستا
فيسنتي كوستا (بالبرتغالية: Vicente Costa‏) هو كاهن كاثوليكي برازيلي، ولد في 1947 في بيركيركارا في مالطا.